# Liste der Monuments historiques in Ploudalmézeau
Die Liste der Monuments historiques in Ploudalmézeau führt die Monuments historiques in der französischen Gemeinde Ploudalmézeau auf.

## Liste der Bauwerke
| Bezeichnung              | Beschreibung | Standort        | Kennzeichnung | Schutzstatus | Datum | Bild           |
| ------------------------ | ------------ | --------------- | ------------- | ------------ | ----- | -------------- |
| Galeriegrab Le Guilliguy |              | (Lage)          | PA00090207    | Classé       | 1921  | weitere Bilder |
| Tumulus                  |              | Île Carn (Lage) | PA00090208    | Classé       | 1955  | weitere Bilder |

## Liste der Objekte
- Monuments historiques (Objekte) in Ploudalmézeau in der Base Palissy des französischen Kultusministeriums